# Seznam rektorů a prorektorů Univerzity Karlovy od roku 1990
Seznam rektorů a prorektorů Univerzity Karlovy uvádí přehled osob zastávajících tyto funkce v kolegiích  rektora univerzity podle funkčních obdobích od roku 1990.

## Funkční období

### 1990–1994
| Funkce                                      | Členové kolegia rektora           |
| ------------------------------------------- | --------------------------------- |
| Rektor                                      | prof. PhDr. Radim Palouš, CSc.    |
| Prorektor pro zahraniční styky a mobilitu   | prof. MUDr. Zdeněk Lojda, DrSc.   |
| Prorektor pro vědeckou a tvůrčí činnost     | prof. JUDr. Karel Malý, DrSc.     |
| Prorektor pro rozvoj                        | prof. PhDr. Jaroslav Mihule, CSc. |
| Prorektor pro studijní záležitosti          | prof. RNDr. Josef Pacák, DrSc.    |
| Prorektor pro sociální zabezpečení studentů | prof. PhDr. Josef Petráň, DrSc.   |

### 1994–1997
| Funkce                                      | Členové kolegia rektora          |
| ------------------------------------------- | -------------------------------- |
| Rektor                                      | prof. JUDr. Karel Malý, DrSc.    |
| Prorektor pro sociální zabezpečení studentů | prof. PhDr. Petr Blahuš, DrSc.   |
| Prorektor pro vědeckou a tvůrčí činnost     | prof. MUDr. Pavel Klener, DrSc.  |
| Prorektor pro studijní záležitosti          | prof. RNDr. Zdeněk Pertold, CSc. |
| Prorektor pro zahraniční styky a mobilitu   | prof. PhDr. Jaroslav Vacek, Csc. |
| Prorektor pro rozvoj                        | prof. Ing. Ivan Wilhelm, CSc.    |

### 1997–1999
| Funkce                                      | Členové kolegia rektora             |
| ------------------------------------------- | ----------------------------------- |
| Rektor                                      | prof. JUDr. Karel Malý, DrSc.       |
| Prorektor pro sociální zabezpečení studentů | prof. RNDr. Petr Čepek, CSc.        |
| Prorektor pro vědeckou a tvůrčí činnost     | prof. MUDr. Pavel Klener, DrSc.     |
| Prorektor pro vnější vztahy                 | prof. MUDr. Josef Koutecký, DrSc.   |
| Prorektor pro zahraniční styky a mobilitu   | prof. PhDr. Jaroslav Pánek, DrSc.   |
| Prorektor pro studijní záležitosti          | prof. PhDr. Miloslav Petrusek, CSc. |
| Prorektor pro rozvoj                        | prof. Ing. Ivan Wilhelm, CSc.       |

### 2000–2003
| Funkce                                        | Členové kolegia rektora              |
| --------------------------------------------- | ------------------------------------ |
| Rektor                                        | prof. Ing. Ivan Wilhelm, CSc.        |
| Prorektor pro vědeckou a tvůrčí činnost       | prof. MUDr. Pavel Klener, DrSc.      |
| Prorektor pro zahraniční styky a mobilitu     | prof. PhDr. Jiří Kraus, DrSc.        |
| Prorektorka pro sociální zabezpečení studentů | prof. RNDr. Eva Kvasničková, CSc.    |
| Prorektorka pro studijní záležitosti          | doc. RNDr. Jaroslava Svobodová, CSc. |
| Prorektor pro vnější vztahy                   | doc. JUDr. Vladimír Vopálka, CSc.    |
| Prorektor pro rozvoj                          | prof. MUDr. Petr Widimský, DrSc.     |

### 2003–2006
| Funkce                                        | Členové kolegia rektora              |
| --------------------------------------------- | ------------------------------------ |
| Rektor                                        | prof. Ing. Ivan Wilhelm, CSc.        |
| Prorektor pro vědeckou a tvůrčí činnost       | prof. MUDr. Pavel Klener, DrSc.      |
| Prorektorka pro sociální zabezpečení studentů | prof. RNDr. Eva Kvasničková, CSc.    |
| Prorektor pro zahraniční styky a mobilitu     | prof. MUDr. Josef Stingl, CSc.       |
| Prorektorka pro studijní záležitosti          | doc. RNDr. Jaroslava Svobodová, CSc. |
| Prorektor pro vnější vztahy                   | doc. PhDr. Michal Šobr, CSc.         |
| Prorektor pro rozvoj                          | prof. PhDr. Stanislav Štech, CSc.    |

### 2006–2010
| Funkce                                                   | Členové kolegia rektora           | Poznámka     |
| -------------------------------------------------------- | --------------------------------- | ------------ |
| Rektor                                                   | prof. RNDr. Václav Hampl, DrSc.   |              |
| Prorektor pro studijní záležitosti                       | prof. RNDr. Jan Bednář, CSc.      |              |
| Prorektor pro vědeckou a tvůrčí činnost                  | prof. RNDr. Bohuslav Gaš, CSc.    | do roku 2009 |
| Prorektor pro vědeckou a tvůrčí činnost                  | prof. RNDr. Petr Volf, CSc.       | od roku 2009 |
| Prorektor pro doktorské studium a akademické kvalifikace | prof. PhDr. Mojmír Horyna         |              |
| Prorektor pro zahraniční styky a mobilitu                | prof. MUDr. Jan Škrha, DrSc., MBA |              |
| Prorektor pro vnější vztahy                              | doc. PhDr. Michal Šobr, CSc.      |              |
| Prorektor pro rozvoj                                     | prof. PhDr. Stanislav Štech, CSc. |              |

### 2010–2014
| Funkce                                                      | Členové kolegia rektora           | Poznámka     |
| ----------------------------------------------------------- | --------------------------------- | ------------ |
| Rektor                                                      | prof. RNDr. Václav Hampl, DrSc.   |              |
| Prorektor pro doktorské studium a akademické kvalifikace    | prof. PhDr. Ivan Jakubec, CSc.    |              |
| Prorektorka pro celoživotní vzdělávání a rovné příležitosti | prof. MUDr. Sylvie Opatrná, Ph.D. | do roku 2011 |
| Prorektor pro studijní záležitosti                          | prof. Martin Prudký, Dr.          |              |
| Prorektor pro zahraniční styky a mobilitu                   | prof. MUDr. Jan Škrha, DrSc., MBA |              |
| Prorektor pro vnější vztahy                                 | doc. PhDr. Michal Šobr, CSc.      |              |
| Prorektor pro rozvoj                                        | prof. PhDr. Stanislav Štech, CSc. |              |
| Prorektor pro investiční výstavbu                           | prof. RNDr. Milan Tichý, DrSc.    |              |
| Prorektor pro vědeckou a tvůrčí činnost                     | prof. RNDr. Petr Volf, CSc.       |              |

### 2014–2018
| Funkce                                                   | Členové kolegia rektora              | Poznámka     |
| -------------------------------------------------------- | ------------------------------------ | ------------ |
| Rektor                                                   | prof. MUDr. Tomáš Zima, DrSc., MBA   |              |
| Prorektor pro doktorské studium a akademické kvalifikace | prof. JUDr. Aleš Gerloch, CSc.       |              |
| Prorektor pro rozvoj                                     | prof. RNDr. Jan Hála, DrSc.          |              |
| Prorektor pro vědeckou činnost                           | prof. RNDr. Jan Konvalinka, CSc.     |              |
| Prorektor pro vnější vztahy                              | prof. PhDr. Martin Kovář, Ph.D.      |              |
| Prorektorka pro studijní záležitosti                     | prof. MUDr. Milena Králíčková, Ph.D. |              |
| Prorektorka pro evropskou problematiku                   | prof. PhDr. Lenka Rovná, CSc.        |              |
| Prorektor pro tvůrčí a ediční činnost                    | prof. PhDr. Ing. Jan Royt, Ph.D.     |              |
| Prorektor pro zahraniční styky a mobilitu                | prof. MUDr. Jan Škrha, DrSc., MBA    |              |
| Prorektor pro koncepci studia                            | prof. PhDr. Stanislav Štech, CSc.    | do roku 2015 |
| Prorektorka pro koncepci a kvalitu vzdělávací činnosti   | prof. PaeDr. Radka Wildová, CSc.     | od roku 2017 |

### 2018–2022
| Funkce                                                   | Členové kolegia rektora              | Poznámka     |
| -------------------------------------------------------- | ------------------------------------ | ------------ |
| Rektor                                                   | prof. MUDr. Tomáš Zima, DrSc., MBA   |              |
| Prorektor pro doktorské studium a akademické kvalifikace | prof. JUDr. Aleš Gerloch, CSc.       |              |
| Prorektor pro rozvoj                                     | prof. RNDr. Jan Hála, DrSc.          |              |
| Prorektor pro vědeckou činnost                           | prof. RNDr. Jan Konvalinka, CSc.     |              |
| Prorektor pro vnější vztahy                              | prof. PhDr. Martin Kovář, Ph.D.      | do roku 2018 |
| Prorektor pro vnější vztahy                              | prof. Mgr. Miroslav Bárta, Dr.       | od roku 2019 |
| Prorektorka pro studijní záležitosti                     | prof. MUDr. Milena Králíčková, Ph.D. |              |
| Prorektorka pro evropskou problematiku                   | prof. PhDr. Lenka Rovná, CSc.        |              |
| Prorektor pro tvůrčí a ediční činnost                    | prof. PhDr. Ing. Jan Royt, Ph.D.     |              |
| Prorektor pro zahraniční styky a mobilitu                | prof. MUDr. Jan Škrha, DrSc., MBA    |              |
| Prorektorka pro koncepci a kvalitu vzdělávací činnosti   | prof. PaeDr. Radka Wildová, CSc.     |              |

### 2022–2026
| Funkce                                                    | Členové kolegia rektorky                     | Poznámka                                |
| --------------------------------------------------------- | -------------------------------------------- | --------------------------------------- |
| Rektorka                                                  | prof. MUDr. Milena Králíčková, Ph.D.         |                                         |
| Prorektor pro strategie a rozvoj                          | PhDr. Pavel Doleček, Ph.D.                   | do 31. srpna 2023                       |
| Prorektor pro strategie a rozvoj                          | MUDr. Josef Fontana, Ph.D.                   | od 15. prosince 2023 do 31. května 2025 |
| Prorektor pro vědeckou a tvůrčí činnost                   | prof. PhDr. Ladislav Krištoufek, Ph.D.       |                                         |
| Prorektorka pro zahraniční záležitosti                    | prof. Markéta Křížová, Ph.D.                 | do 28. února 2023                       |
| Prorektorka pro zahraniční záležitosti                    | prof. PhDr. Eva Voldřichová Beránková, Ph.D. | od 20. března 2023                      |
| Prorektor pro akademické kvalifikace                      | prof. JUDr. Jan Kuklík, DrSc.                | do 31. července 2025                    |
| Prorektorka pro studijní záležitosti                      | doc. RNDr. Markéta Martínková, Ph.D.         |                                         |
| Prorektor pro koncepci a kvalitu vzdělávání               | doc. MUDr. Jan Polák, Ph.D., MBA             |                                         |
| Prorektor pro informační technologie                      | prof. RNDr. Tomáš Skopal, Ph.D.              |                                         |
| Prorektor pro vnější vztahy                               | doc. RNDr. Martin Vlach, Ph.D.               | do 30. dubna 2025                       |
| Prorektorka pro rozvoj lidských zdrojů a nové technologie | Mgr. et Mgr. Věra Jourová                    | od ledna 2025                           |